# Furia fumimontana
Furia fumimontana är en svampart som först beskrevs av Balazy, och fick sitt nu gällande namn av S. Keller 2005. Furia fumimontana ingår i släktet Furia och familjen Entomophthoraceae.   Inga underarter finns listade i Catalogue of Life.